# Angistorhinus
 (décembre 2018).
Si vous disposez d'ouvrages ou d'articles de référence ou si vous connaissez des sites web de qualité traitant du thème abordé ici, merci de compléter l'article en donnant les références utiles à sa vérifiabilité et en les liant à la section « Notes et références ».
Genre
Angistorhinus est un genre éteint de phytosaures du Trias supérieur, retrouvé au Texas et au Wyoming (États-Unis). Son nom signifie « museau crochet ». Il vivait il y a environ 225 à 218 Ma.

## Systématique
Le genre Angistorhinus a été créé en 1913 par Maurice G. Mehl avec, pour espèce type, Angistorhinus grandis.

## Description

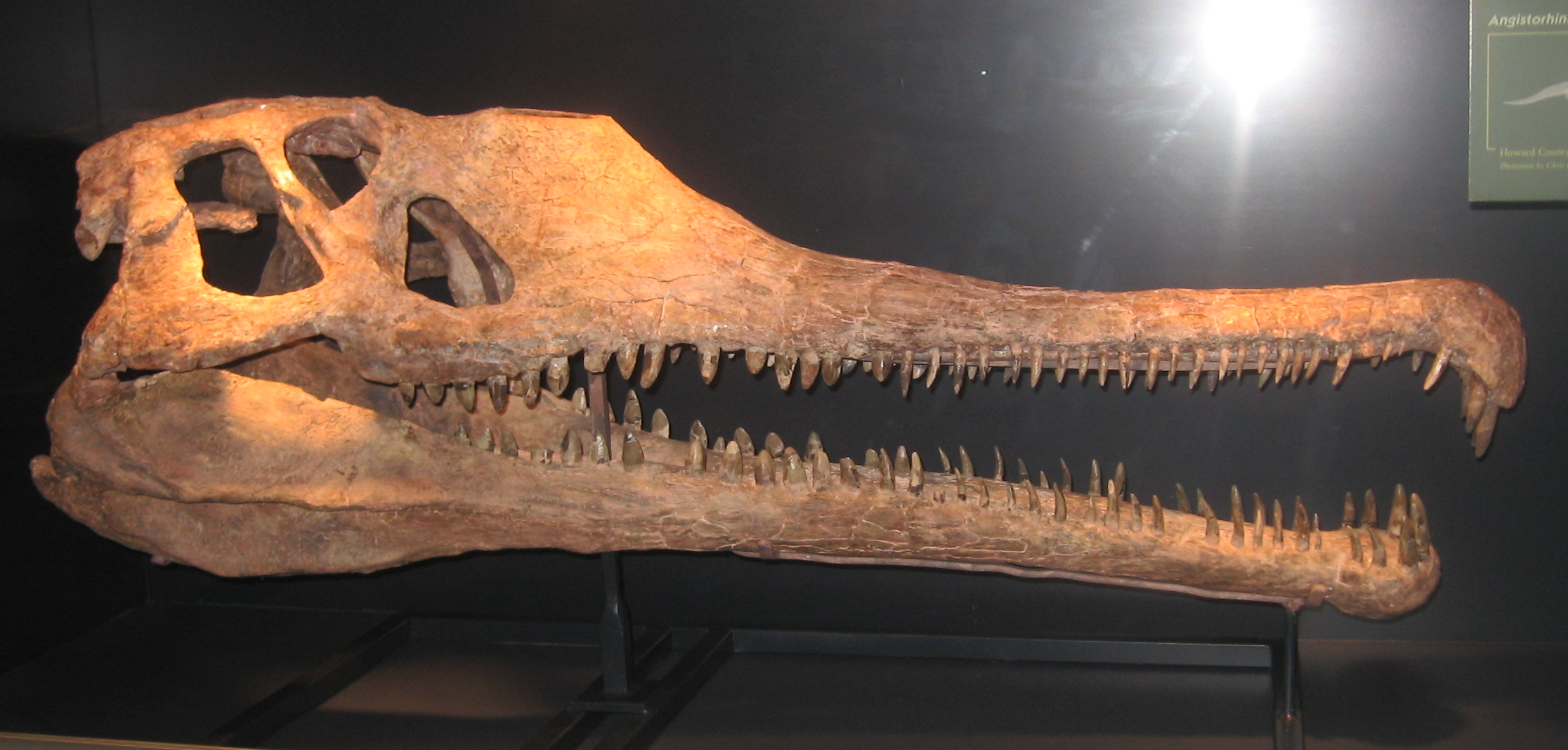
Crâne d'Angistorhinus grandis.

La taille d'Angistorhinus grandis était de 7 à 8 mètres de longueur. Il se nourrissait de petits tétrapodes et de poissons. Les fossiles des crânes sont longs de 1,20 mètre .[réf. nécessaire]

## Liste d'espèces
Selon Paleobiology Database (3 juin 2021) :
- † Angistorhinus aeolamnis Eaton, 1965
- † Angistorhinus alticephalus Stovall & Wharton Jr., 1936
- † Angistorhinus grandis Mehl, 1913 - espèce type
- † Angistorhinus maximus Mehl, 1928
- † Angistorhinus talainti Dutuit, 1977

## Publication originale
- (en) Maurice G. Mehl, « Angistorhinus, a new genus of Phytosauria from the Trias of Wyoming », The Journal of Geology, Chicago, University of Chicago Press, vol. 21,‎ 1913, p. 186-191 (ISSN 0022-1376 et 1537-5269, OCLC 1608377, lire en ligne).